# Keith Sweat
Keith Sweat (* 22. července 1963) je americký zpěvák-skladatel, hudební producent a rozhlasová osobnost. Je především známý díky svým hitům jako „I Want Her“ a „Make It Last Forever“.

## Biografie
Keith Sweat začal svou kariéru v roce 1975, když se připojil k harlémské skupině Jamilah. Později se vypracoval na sólového zpěváka a v roce 1984 zpíval po newyorských nočních klubech. Při té příležitosti si stačil nahrát singl "My Mind Is Made Up" na nezávislém labelu s názvem Stadium Records.
V roce 1987 ho objevil Vincent Davis, který mu nabídl spolupráci a kontrakt k nahrávací společnosti, jejichž distribuce měla na starost Elektra Records. Ve stejný rok nahrál album Make It Last Forever, kterého se prodalo přes milion výlisků (#5 U.S.). Z tohoto alba pochází komerčně úspěšné single jako "I Want Her" a "Make It Last Forever".
V současnosti je stále aktivní v hudebním průmyslu.

## Diskografie

### Alba
- 1987: Make It Last Forever - pop #5, R&B #1
- 1990: I'll Give All My Love to You
- 1991: Keep It Comin'
- 1994: Get Up on It
- 1996: Keith Sweat
- 1998: Still in the Game
- 2000: Didn't See Me Coming
- 2002: Rebirth (album, Keith Sweat)
- 2008: Just Me
- 2010: Ridin' Solo (album, Keith Sweat)

### Singly
- 1987: "I Want Her" - R&B #1 pop #5, dance #3
- 1988: "Make It Last Forever" - pop #7, R&B #1
- 1988: "Something Just Ain't Right" - pop #79, R&B #3
- 1988: "Don't Stop Your Love" - R&B #9
- 1990: "I'll Give All My Love to You" - pop #7
- 1996: "Twisted" - pop #2
- 1996: "Nobody" - pop #3
- 1998: "Come and Get With Me" (featuring Snoop Dogg) - pop #12
- 1999: "I'm Not Ready" - pop #16
- 2011: "Make You Say Ooh" - R&B #88